# Фінал Кубка Іспанії з футболу 2025
Фінал Кубка Іспанії з футболу 2025 (ісп. Final de la Copa del Rey de fútbol 2025) — фінальний матч 123-го розіграшу Кубка Іспанії. Гра відбулася 26 квітня 2026 року на «Олімпійському стадіоні» у Севільї.
Володарем кубка стала «Барселона» (це 32-й успіх у цьому турнірі в історії клуба).

## Участь команд у фіналах Кубка Іспанії

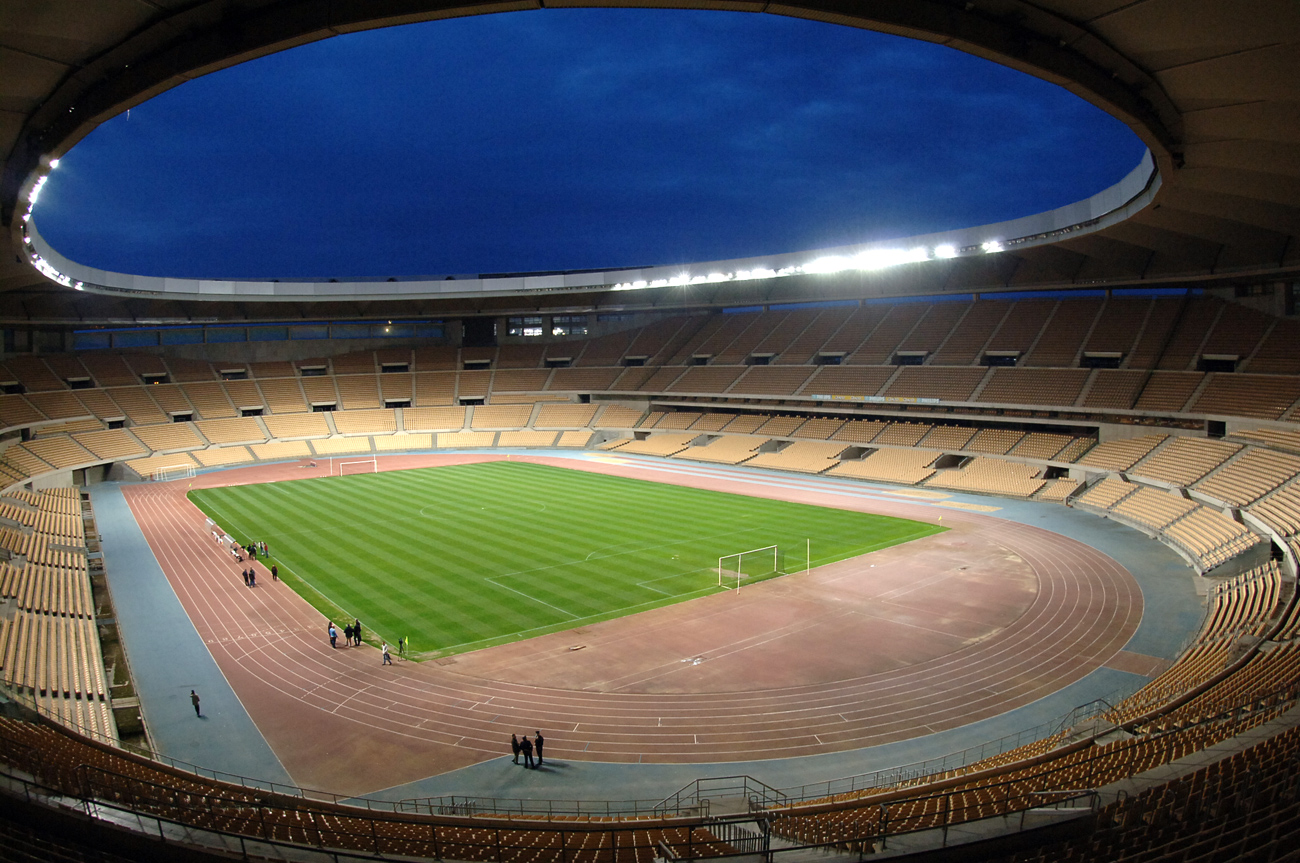
Олімпійський стадіон

| Команда     | Участь у фіналах | Участь у фіналах |
| ----------- | ---------------- | --- |
| Барселона   | 42 (31)          | 1910, 1912, 1913, 1919, 1920, 1922, 1925, 1926, 1928, 1932, 1936, 1942, 1951, 1952, 1953, 1954, 1957, 1959, 1963, 1968, 1971, 1974, 1978, 1981, 1983, 1984, 1986, 1988, 1990, 1996, 1997, 1998, 2009, 2011, 2012, 2014, 2015, 2016, 2017, 2018, 2019, 2021. |
| Реал Мадрид | 40 (20)          | 1903, 1905, 1906, 1907, 1908, 1916, 1917, 1918, 1924, 1929, 1930, 1933, 1934, 1936, 1940, 1943, 1946, 1947, 1958, 1960, 1961, 1962, 1968, 1970, 1974, 1975, 1979, 1980, 1982, 1983, 1989, 1990, 1992, 1993, 2002, 2004, 2011, 2013, 2014, 2023.             |

## Місце проведення
Традиційно місцем проведення фіналу обрано Олімпійський стадіон у Севільї.

## Шлях до фіналу
| Барселона         | Барселона        | Раунд       | Реал Мадрид   | Реал Мадрид         |
| ----------------- | ---------------- | ----------- | ------------- | ------------------- |
| Суперник          | Результат        |             | Суперник      | Результат           |
| Барбастро         | 4–0 (A)          | 1/16 фіналу | Мінера        | 5–0 (A)             |
| Реал Бетіс        | 5–1 (H)          | 1/8 фіналу  | Сельта        | 5–2 дч (H)          |
| Валенсія          | 5–0 (A)          | 1/4 фіналу  | Леганес       | 3–2 (A)             |
| Атлетіко (Мадрид) | 4–4 (H), 1–0 (A) | 1/2 фіналу  | Реал Сосьєдад | 1–0 (A), 4–4 дч (H) |

Позначки: (H) = вдома; (A) = на виїзді
1. ↑  «Мінера» не зіграла матч на домашньому стадіоні «Анхель Селдран», оскільки він не відповідав вимогам щодо трансляції.[5]

## Ель Класіко
Цей фінал Кубка Іспанії став також 303-м матчем Де́рбі Іспа́нії між двома грандами.
У Кубках Іспанії «Барселона» та «Реал Мадрид» провели між собою 37 матчів в яких 13 разів виграли «вершкові», 16 раз здобули перемогу «синьо-гранатові» та вісім ігор завершились нічиєю, різниця голів 69:68 на користь «Реалу».
Остання гра, яку провели клуби, 12 січня 2025 року в Джидді фінал за Суперкубок Іспанії, завершилась розгромною поразкою «вершкових» з рахунком 2:5.

## Матч

### Деталі
| 26 квітня 2025 22:00 CEST |

| Барселона                       | 3:2 дч   | Реал Мадрид            |
| ------------------------------- | -------- | ---------------------- |
| Педрі 28' Торрес 84' Кунде 116' | Протокол | Мбаппе 70' Чуамені 77' |

| «Олімпійський стадіон», Севілья Арбітр: Рікардо де Бургос |

| Барселона | Реал Мадрид |

| ВР               | 25 | Войцех Щенсний        |        |      |
| ЗХ               | 35 | Жерар Мартін          | 37'    | 85'  |
| ЗХ               | 5  | Іньїго Мартінес       |        |      |
| ЗХ               | 2  | Пау Кубарсі           |        |      |
| ЗХ               | 23 | Жуль Кунде            |        |      |
| ПЗ               | 21 | Френкі де Йонг ()     | 68'    | 85'  |
| ПЗ               | 8  | Педрі                 |        | 98'  |
| ПЗ               | 11 | Рафінья               | 90+10' |      |
| ПЗ               | 20 | Дані Ольмо            |        | 65'  |
| ПЗ               | 19 | Ламін Ямаль           |        |      |
| НП               | 7  | Ферран Торрес         |        | 115' |
| Запасні:         |    |                       |        |      |
| ВР               | 1  | Марк-Андре тер Стеген |        |      |
| ВР               | 13 | Іньякі Пенья          |        |      |
| ЗХ               | 4  | Рональд Араухо        |        | 85'  |
| ЗХ               | 15 | Андреас Крістенсен    |        |      |
| ЗХ               | 24 | Ерік Гарсія           |        | 98'  |
| ЗХ               | 32 | Ектор Форт            |        |      |
| ПЗ               | 6  | Гаві                  |        | 85'  |
| ПЗ               | 14 | Пабло Торре           |        |      |
| ПЗ               | 16 | Фермін Лопес          | 90+4'  | 65'  |
| Н                | 10 | Ансу Фаті             |        |      |
| НП               | 18 | Пау Віктор            |        | 115' |
| Головний тренер: |    |                       |        |      |
| Ганс-Дітер Флік  |    |                       |        |      |

| ВР               | 1               | Тібо Куртуа        |             |      |
| ЗХ               | 23              | Ферлан Менді       |             | 11'  |
| ЗХ               | 22              | Антоніо Рюдігер    | 120+3'      | 111' |
| ЗХ               | 35              | Рауль Асенсіо      |             |      |
| ЗХ               | 17              | Лукас Васкес ()    | 120+3'      | 55'  |
| ПЗ               | 14              | Орельєн Чуамені    | 31'         |      |
| ПЗ               | 8               | Федеріко Вальверде |             |      |
| ПЗ               | 19              | Дані Себальйос     |             | 55'  |
| ПЗ               | 5               | Джуд Беллінгем     | 107' 120+4' |      |
| ПЗ               | 11              | Родріго            |             | 46'  |
| Н                | 7               | Вінісіус Жуніор    |             | 89'  |
| Запасні:         |                 |                    |             |      |
| ВР               | 13              | Андрій Лунін       |             |      |
| ВР               | 26              | Фран Гонсалес      |             |      |
| ЗХ               | 4               | Давід Алаба        |             |      |
| ЗХ               | 18              | Хесус Вальєхо      |             |      |
| ЗХ               | 20              | Фран Гарсія        |             | 11'  |
| ПЗ               | 10              | Лука Модрич        | 90+1'       | 55'  |
| ПЗ               | 15              | Арда Гюлер         |             | 55'  |
| ПЗ               | 21              | Брахім Діас        |             | 89'  |
| НП               | 9               | Кіліан Мбаппе      |             | 46'  |
| НП               | 16              | Ендрік             |             | 111' |
| Головний тренер: |                 |                    |             |      |
| Карло Анчелотті  | Карло Анчелотті | Карло Анчелотті    | 26'         |      |

| Гравець матчу: Ферран Торрес (Барселона) Асистенти головного арбітра: Ікер де Франсиско Гріхальба Асьєр Перес де Мендіола Гонсалес де Дурана Четвертий арбітр: Матео Бускетс Феррер Резервний асистент арбітра: Альфредо Родрігес Морено Відеоасистент арбітра: Пабло Гонсалес Фуертес Асистенти відеоасистента арбітра: Іньїго Прієто Лопес де Сараїн Франсиско Хосе Ернандес Маесо | Регламент матчу - 90 хвилин основного часу. - 30 хвилин овертайму у разі потреби. - Післяматчеві пенальті у разі потреби. - Дев'ять запасних з кожної сторони. - Максимум п'ять замін, шоста допускається тільки у додатковий час. |